# Cervia
Cervia [červia] je město a přímořské letovisko v Itálii na území regionu Emilia-Romagna. Nachází se u pobřeží Jaderského moře, asi 22 km jihovýchodně od Ravenny, 32 km severozápadně od Rimini a asi 339 km severně od Říma. V březnu roku 2025 zde žilo 28 987 obyvatel.
V období Římské říše pravděpodobně na místě dnešní Cervie stávalo město Ficocle.
Mezi hlavní přímořské části města patří (kromě města samotného) Milano Marittima a Pinarella di Cervia. Dále je součástí města množství malých osad, které u moře neleží.
Nachází se zde katedrála Nanebevzetí Panny Marie, kostel svatého Antonína Paduánského, kostel Panny Marie Sněžné, kostel Panny Marie Hvězdy Moří (Stella Maris) v Milanu a kostel Nejsvětějšího Srdce Ježíšova v Pinarelle. Západně od Cervie prochází státní silnice SS16 a provinciální silnice SP7 a SP254. Sousedními městy jsou Cesena a Cesenatico, Forlì a Ravenna.